# GameCube-componentkabel
De GameCube-componentkabel (DOL-010) maakt het mogelijk om de GameCube aan te sluiten op een televisietoestel met een componentaansluiting, ook wel bekend als Pr/Pb/Y (of CR/CB/Y).
Deze kabel maakt een scherper en storingsvrijer beeld mogelijk omdat het beeldsignaal door drie aparte, verschillende kabels gevoerd wordt (rood, blauw en groen). 
Wanneer men de GameCube met een dergelijke kabel aansluit, is het nog steeds vereist om de bijgeleverde composietkabel ook aan te sluiten. Niet voor het beeld, maar wel voor het geluid (de rode en witte tulpstekker).
De GameCube-componentkabel is alleen in Amerika en Japan verschenen, omdat ten tijde van het op de Europese markt brengen van de GameCube er nog nauwelijks televisietoestellen verkocht werden met een componentenaansluiting.

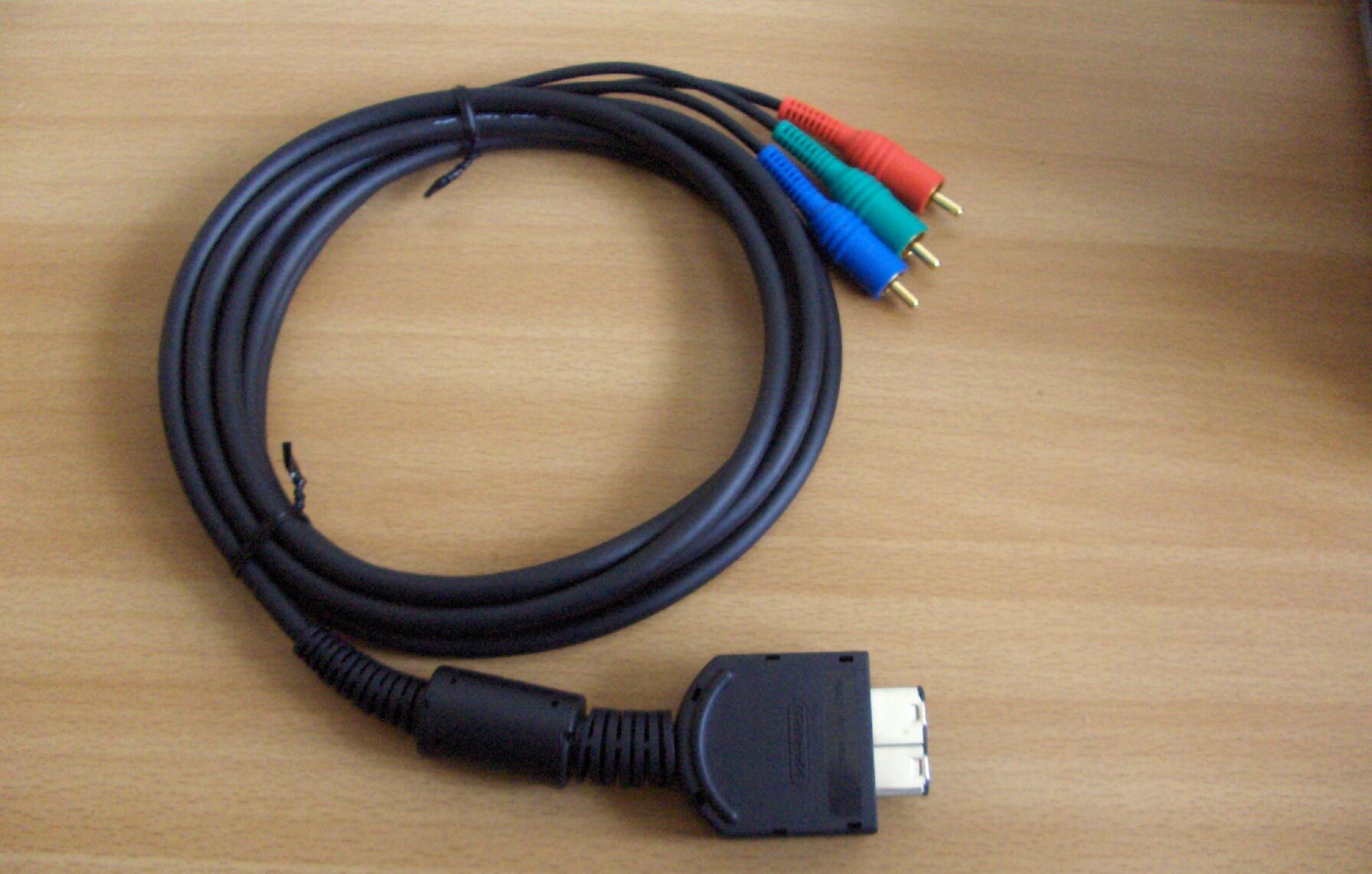
GameCube-componentkabel
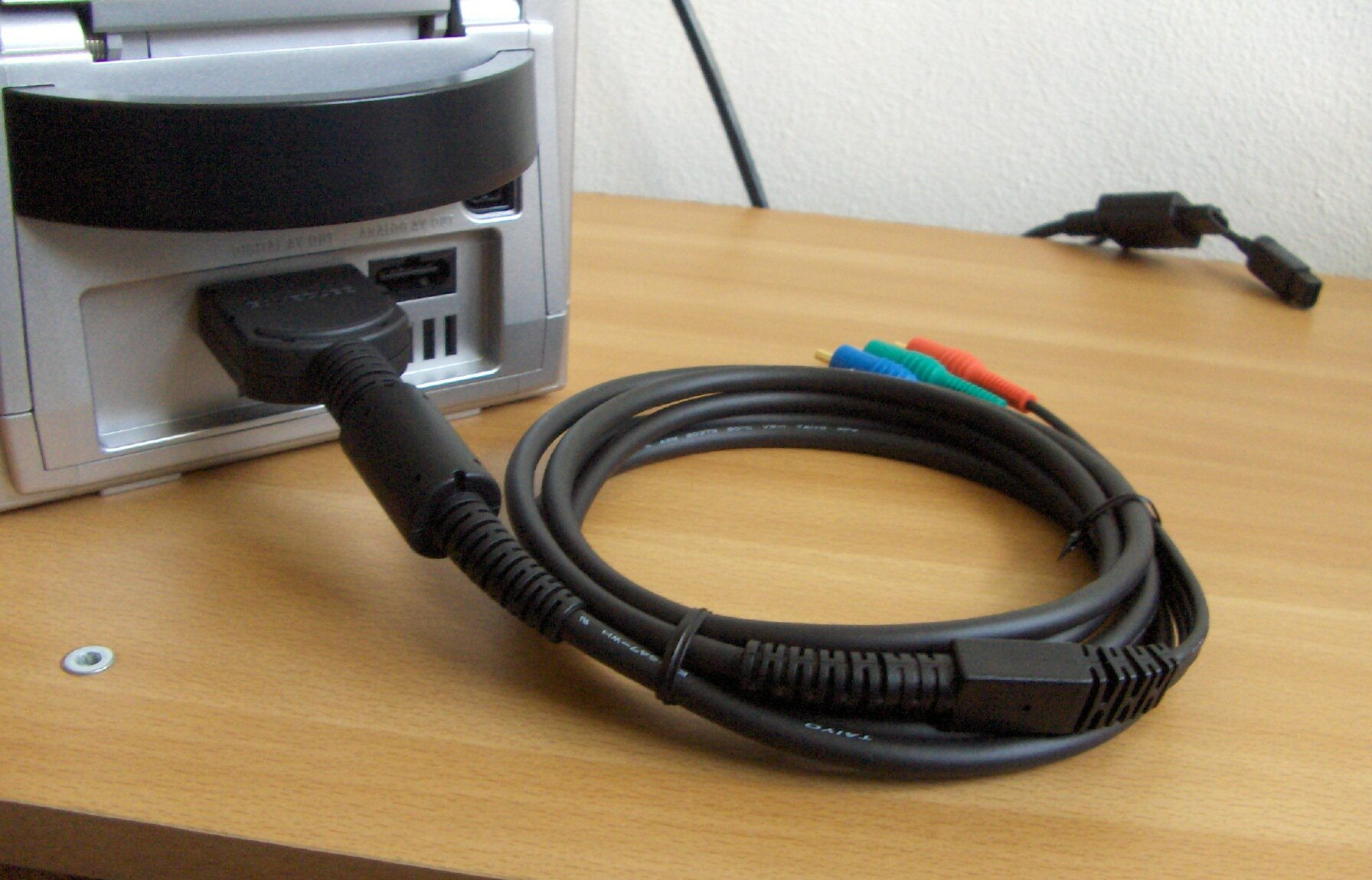
Kabel wordt aangesloten in 'Digital Out'-uitgang
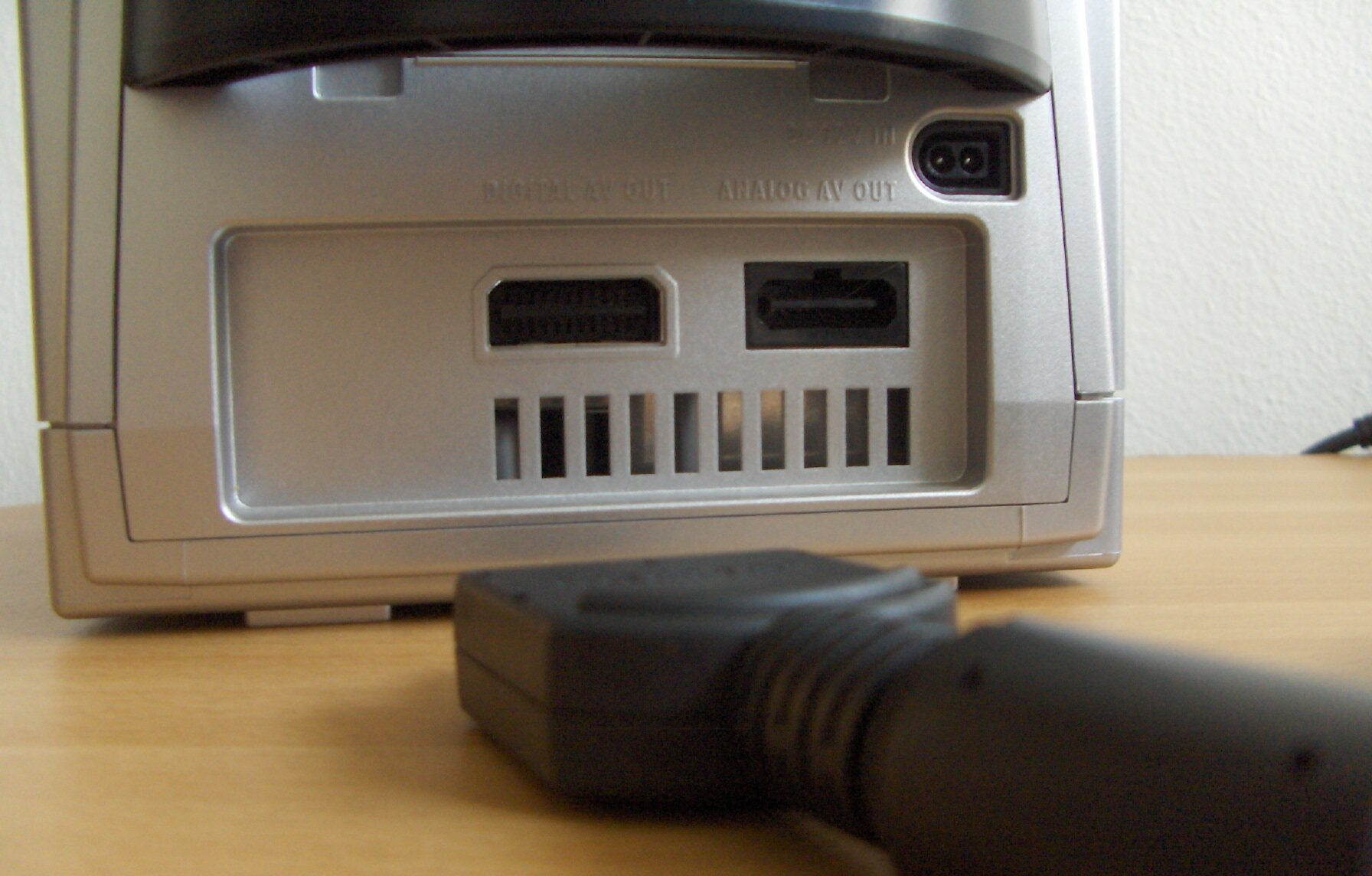
Een GameCube met 'Digital Out'- en 'Analog Out'-uitgang